# Isenbrucher Mühle
Die Isenbrucher Mühle ist eine ehemals am Rodebach gelegene Wassermühle mit einem unterschlächtigen Wasserrad in Selfkant, einer ländlichen Gemeinde im nordrhein-westfälischen Kreis Heinsberg.

## Geographie
Die Isenbrucher Mühle hat ihren Standort auf der rechten Bachseite zur Isenbrucher Mühle im Ortsteil Isenbruch in der Gemeinde Selfkant. Das Gelände, auf dem das Hof- und Mühlengebäude steht, hat eine Höhe von ca. 34 m über NN. Nachbarmühlen sind die oberhalb des Bachlaufs gelegenen Millener Mühlen.

## Gewässer
Der Rodebach versorgte bis in das letzte Jahrhundert vierzehn Mühlen mit Wasser. Der Bach beginnt an einem Rückhaltebecken in der Nähe von Siepenbusch in der Stadt Übach-Palenberg in einer Höhe von 105 m über NN. Bis zur Mündung in die Geleenbeek bei Oud-Roosteren in den Niederlanden hat der Rodebach eine Länge von 28,9 km. Die Mündungshöhe beträgt 29 m über NN. Die Pflege und Unterhaltung des Rodebachs und seiner Nebenbäche unterliegt den jeweiligen, anliegenden Städten und Gemeinden. → Siehe auch Rodebach

## Geschichte
Der älteste Hinweis auf die Isenbrucher Mühle stammt aus den Besitzrechten des Arnold von Hatart im Jahre 1379. Er empfing den Hof zu Havert "ter Borch" geheißen, im Lande Millen gelegen, mit den Laten zu Luttelrode und zu Havert "mit der Mühle zu Ysenbroich und was dazu gehört"
Im Jahre 1512 wurde die Isenbrucher Mühle nochmals urkundlich erwähnt. Hier heißt es „moelen in dat Ysenbroeck“. Im Heinsberger Lehnsregister ist als Besitzer Gerhard von Schaesberg aufgeführt. 1662 ist ein „Mertten oligschleger ihm Isenbroch“ verzeichnet. Die Isenbrucher Mühle war eine Öl- und Getreidemühle. Kollergang und Schlagwerk der Ölmühle aus dem 17. Jahrhundert haben die Selfkanter Mühlenforscher Wilhelm Piepers und Peter Tholen um 1950 aufgemessen und dokumentiert. Die stabile Bauweise der Isenbrucher Ölpresse ist ein Beweis dafür, dass hier schon früh Öl geschlagen wurde. Die Mühle, die zuletzt nur noch als Mahlmühle diente, wurde 1944 mit der Räumung des Grenzgebietes vor den heranrückenden alliierten Truppen aufgegeben.

## Galerie

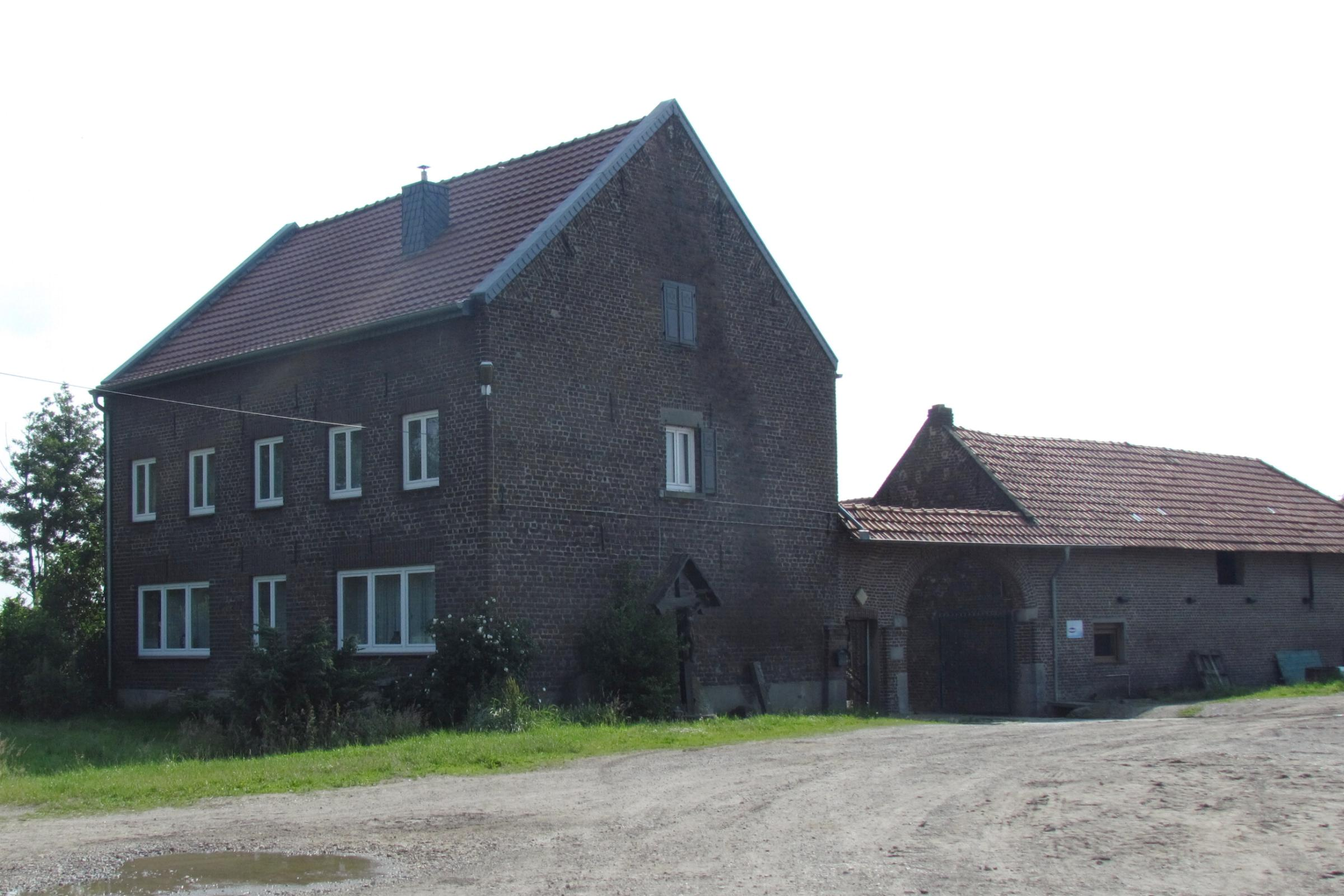
Haus- und Wirtschaftsgebäude
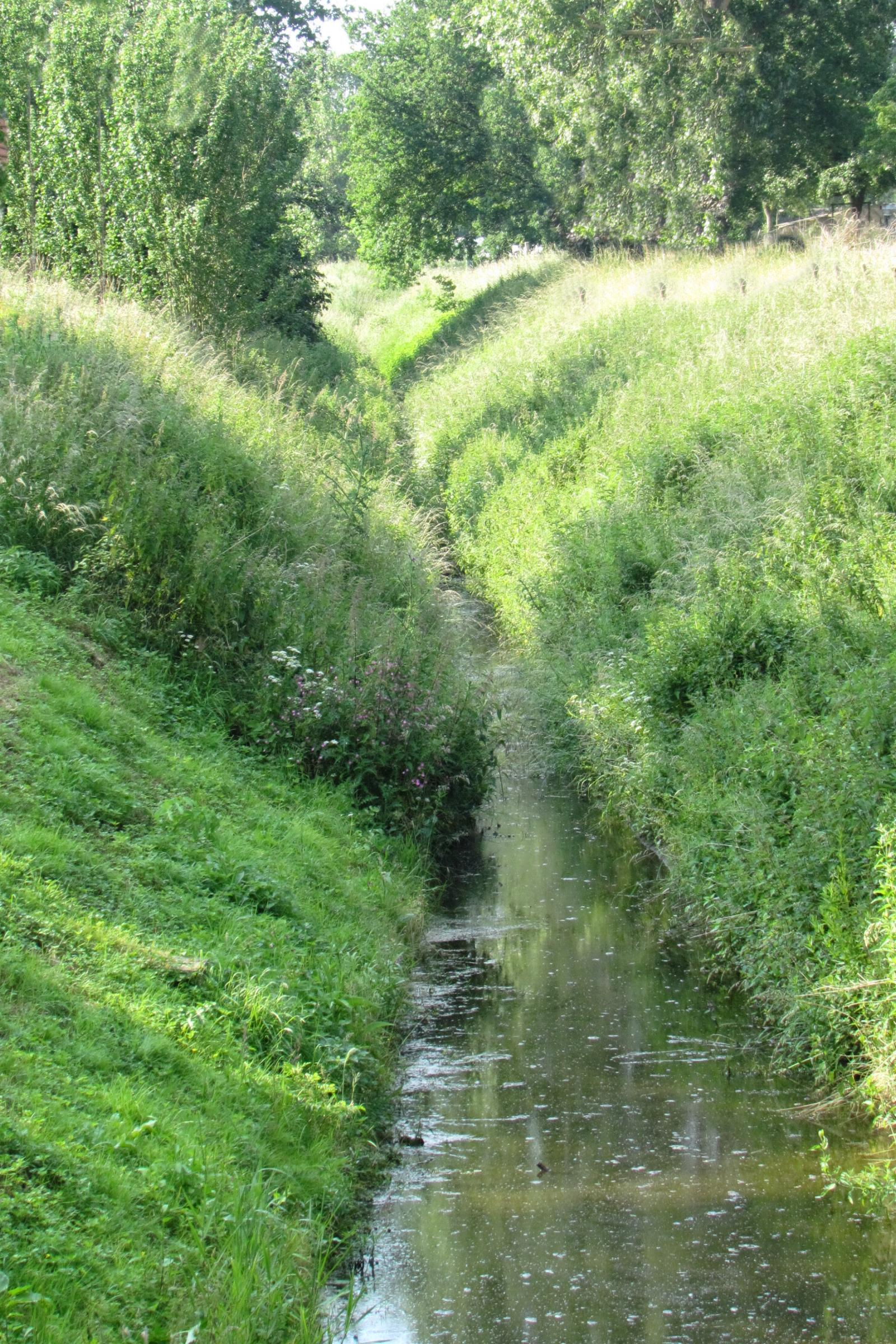
Rodebach an den Isenbrucher Mühle
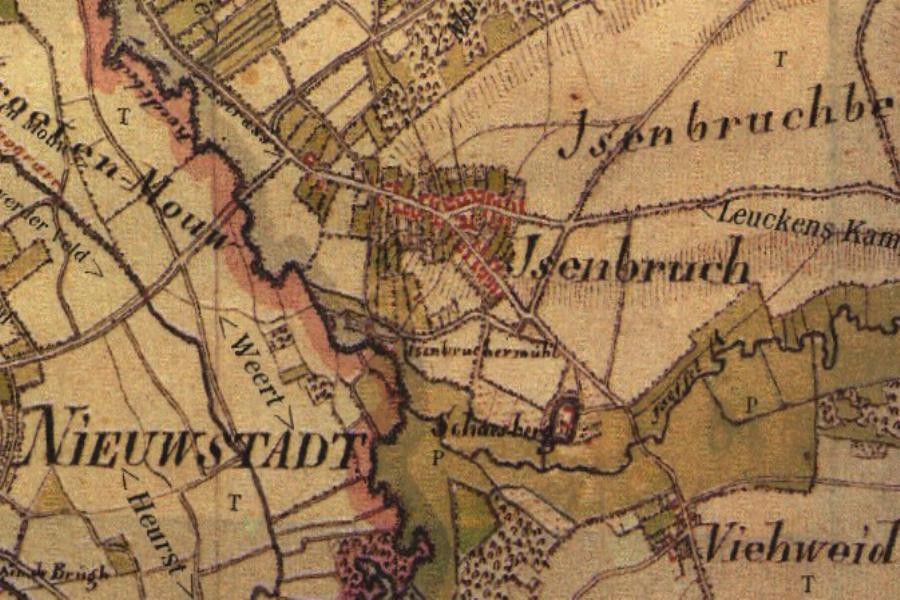
Tranchotkarte 1804/05